# Dasyhelea nigeriae
Dasyhelea nigeriae är en tvåvingeart som beskrevs av Ingram och John William Scott Macfie 1921. Dasyhelea nigeriae ingår i släktet Dasyhelea och familjen svidknott.
Artens utbredningsområde är Nigeria. Inga underarter finns listade i Catalogue of Life.